# Adaptación biológica
Una adaptación biológica es un proceso fisiológico, rasgo morfológico o modo de comportamiento de un organismo que ha evolucionado en el tiempo mediante la selección natural de tal manera que incrementa sus expectativas a largo plazo para reproducirse con éxito. Tiene tres significados, uno fisiológico y dos evolutivos:
- Algunos fisiólogos utilizan el término adaptación para describir cambios compensatorios que ocurren a corto plazo en respuesta a disturbios ambientales. Estos cambios son el resultado de la plasticidad fenotípica. Sin embargo, esto no es adaptación y los términos aclimatación y aclimatización son más correctos.[2]

En biología evolutiva, la adaptación se refiere tanto a las características que incrementan la supervivencia o el éxito reproductivo de un organismo, como al proceso por el cual se adaptan los organismos:
- Adaptación como patrón: Cualquier carácter, morfológico, fisiológico, de conducta, o de desarrollo que incrementa la supervivencia o el éxito reproductivo de un organismo.[3] Por ejemplo, se considera que la presencia de hemoglobina es una adaptación que permite el transporte de mayor cantidad de oxígeno en la sangre.
- Adaptación como proceso: Los mecanismos por los cuales la selección natural ajusta la frecuencia de los genes que codifican para rasgos que afectan el número de descendientes que sobreviven en generaciones sucesivas, esto es, la aptitud. Por ejemplo, en un taxón el aumento en la concentración de hemoglobina puede considerarse una adaptación a ambientes con baja concentración de oxígeno.[2] Como en este caso los atributos necesarios para la adaptación y para la selección natural incluyen variabilidad, repetibilidad, heredabilidad y supervivencia diferencial de los descendientes, muchos autores consideran que la adaptación es casi sinónima de la selección natural.[2]

Existe una diferencia conceptual importante entre la respuesta evolutiva a la selección natural y la selección fenotípica. Mientras que la respuesta evolutiva a la selección natural requiere el estudio del cambio genético que tiene lugar de una generación a la otra, la selección fenotípica describe los efectos inmediatos de la selección en la distribución estadística de los fenotipos dentro de una generación sin considerar la base genética o herencia de los caracteres.
Es importante tener presente que las variaciones adaptativas no surgen como respuestas al entorno sino como resultado de la mutación (cambios puntuales en el ADN, reestructuración del ADN, reestructuración cromosómica) y recombinación.
La adaptación es un proceso normalmente muy lento, que tiene lugar durante cientos de generaciones y que en general no es reversible. Sin embargo, a veces puede producirse muy rápidamente en ambientes extremos o en ambientes modificados por el hombre con grandes presiones selectivas. La falta de adaptación lleva a la población, especie o clado a la extinción.

## Tipos de adaptación
Hay tres distintos tipos de adaptación al medio en el que viven:
- Morfológica o estructural: estas adaptaciones pueden ser anatómicas, pero dentro de las adaptaciones morfológicas también se incluye el mimetismo y la coloración críptica. Por ejemplo, entre las adaptaciones de los cactus al ambiente desértico se encuentran las espinas, que son hojas modificadas. Las espinas protegen a los tejidos suculentos del cactus de potenciales herbívoros, sirven como lugares de condensación de la humedad del aire y como protección de la corteza fotosintética contra la insolación intensa y la radiación UV.[6] Además, el color de las espinas (a menudo tienen el color del pasto seco) podría ser una adaptación para el camuflaje o para el reconocimiento por parte de los polinizadores o de los dispersantes de las semillas.[7]
- Fisiológica o funcional: es aquella que representa un cambio en el funcionamiento del organismo,[8] por ejemplo, la glándula de la sal en las iguanas marinas de las islas Galápagos es una adaptación que permite a las iguanas cuyos riñones son incapaces de producir una orina concentrada, excretar el exceso de sal incorporado al tragar agua de mar o a través de la superficie del cuerpo.[2]

- Etológica o de comportamiento: el cortejo de las aves del paraíso (Paradisaeidae) es una adaptación que permite el reconocimiento de parejas potenciales de la misma especie. El macho que posee el plumaje y el cortejo más estimulante tiene mayor probabilidad de dejar mayor número de descendientes y menor número de híbridos. Por lo que aquellos machos que poseen plumajes especiales y que ejecutan cortejos elaborados poseen una gran ventaja selectiva.[9]

Adaptación a nivel molecular: aunque la evolución por selección natural de rasgos morfológicos, fisiológicos y comportamentales es aceptada por la mayoría de los biólogos, la importancia de la selección natural en la evolución molecular es discutida. En los últimos años se han desarrollado métodos estadísticamente robustos que permiten detectar evolución molecular adaptativa y se han identificado numerosos casos de adaptación molecular en varios sistemas de enzimas desde los virus al hombre.

## Requisitos para que un rasgo sea considerado una adaptación
Todos los biólogos están de acuerdo que una característica es adaptativa cuando, comparada con por lo menos alguna otra característica alternativa, incrementa la supervivencia y la eficacia reproductiva. Sin embargo, en su definición algunos autores incluyen una perspectiva histórica y otros no lo hacen. Por ejemplo, Reeve y Sherman definen adaptación como aquella variante fenotípica que posee mayor aptitud.
Esta concepción es ahistórica. Otros autores, como Harvey y Pagel, opinan que para que una característica sea considerada una adaptación debe ser una apomorfía (carácter derivado) que evolucionó en respuesta a un agente selectivo específico. Esta concepción de adaptación es histórica y requiere comparar los efectos de un rasgo sobre la aptitud con los de la variante ancestral del cual el rasgo moderno ha evolucionado.
Algunos caracteres nuevos (expresados por mutación genética) evolucionan por modificación continua de un carácter (o gen) previamente existente sin cambiar la función. Otros evolucionan por modificación constante, pero con un cambio en la función. Incluso otros evolucionan cuando partes previamente existentes pero separadas se combinan.
Gould y Vrba sugieren que las características que han evolucionado para una función diferente a la actual, o sin función original adaptativa, pero que han sido cooptadas para un nuevo uso reciban el nombre de exaptaciones. El rasgo pudo evolucionar por selección natural para una función diferente a la actual y luego ser cooptado para su función actual. Así, características actualmente útiles incluyen adaptaciones y exaptaciones, y ambas constituyen las aptaciones.
Por ejemplo, las plumas de las aves podrían haberse originado en el contexto de selección para el aislamiento térmico y la termorregulación, y solo más tarde ser utilizadas para el vuelo. En este caso, las plumas son una adaptación para el aislamiento térmico y una exaptación para el vuelo.
Futuyma concluye que se puede decir que un rasgo es una adaptación para alguna función si se ha vuelto dominante, o es mantenido en la población (especie o clado), por selección natural para esa función.
Es decir, la selección natural es la fuerza evolutiva que explica las adaptaciones. Para que actúe la selección natural es necesario que exista variación heredable que influya en la probabilidad de dejar más descendencia. Por lo tanto:
- Debe existir variación fenotípica entre los individuos de una población. La variación se origina por mutación y recombinación y es al azar con respecto a la dirección de la adaptación.
- El carácter debe ser heredable, esto es, requiere que la variación fenotípica se deba, al menos en parte, a una variación genética que permita la transmisión de los fenotipos seleccionados a la siguiente generación.
- Debe existir una relación entre el carácter y la probabilidad de sobrevivir o reproducirse (aptitud diferencial).

En consecuencia, para establecer que un rasgo es una adaptación es necesario:
- Demostrar que el rasgo es -o ha sido- variable.
- Demostrar que la variante presuntamente adaptativa tiene mayor aptitud que la variante previamente existente (ancestral)
- Demostrar que la contribución potencial en aptitud de la presunta adaptación es mayor que sus costos.
- Demostrar que la selección está actuando -o ha actuado en el pasado- favoreciendo a la presunta adaptación sobre otras variantes.

Un rasgo no se considera una adaptación:
- Cuando el rasgo es consecuencia de la química o de la física. Por ejemplo, el color rojo de la sangre es un subproducto de la estructura de la hemoglobina y no es adaptativo. La capacidad de fijar oxígeno sí es una adaptación.
- Cuando el rasgo evolucionó por deriva genética al azar y no por selección natural. La teoría neutralista de la evolución molecular desarrollada por Motoo Kimura[15] sostiene que, a nivel molecular, la mayoría de los cambios evolutivos se deberían a la deriva genética de alelos mutantes selectivamente neutros y no sería adaptativa.
- Cuando existe correlación genética entre una característica no adaptativa con un rasgo adaptativo. La pleiotropía (efecto fenotípico de un gen sobre múltiples características) es otro mecanismo no adaptativo que se expresa como correlaciones en el desarrollo o en diferentes rasgos o dimensiones del organismo.
- Cuando la condición del rasgo en una especie es consecuencia de su historia filogenética. Por ejemplo, la falta de alas en la pulgas, cuyos antecesores eran alados sería una adaptación, pero la falta de alas en Microcorphia no es una adaptación porque ninguno de sus antecesores tenía alas. Que la característica fuera una adaptación para un ambiente del pasado es otra posibilidad. Por ejemplo, se ha hipotetizado[16] que el fruto grande y leñoso del jícaro (Crescentia alata) era una adaptación para la dispersión de las semillas por grandes mamíferos del Pleistoceno, como los gonfotéridos, extinguidos hace más de 10000 años. De acuerdo a esta hipótesis en la actualidad las características de esta semilla no pueden considerarse adaptaciones.

## Aspectos históricos
El concepto de adaptación nace en el siglo XIX. Su origen epistemológico es doble: adquiere forma, por una parte, dentro del contexto de la teoría de la evolución, sea ésta lamarckiana o darwiniana y, por la otra, en relación con la biología teórica a partir de Claude Bernard. Pero solo en una fase reciente, signada por el advenimiento de una teoría “sintética” de la evolución y por el progreso de la ciencia de las regulaciones (cibernética), la noción de adaptación conoce la radiación conceptual que le confiere agilidad y consistencia. La explicación del concepto de adaptación puede proseguirse en el plano fenomenológico y en el plano funcional.

## Métodos para reconocer las adaptaciones
Brooks y McLennan consideran que la adaptación tiene tres componentes: el origen, la diversificación y el mantenimiento de los caracteres. El mantenimiento de los rasgos en ambientes modernos, donde los procesos que moldean las interacciones entre el organismo y el ambiente pueden ser observados y medidos directamente, es estudiado a nivel microevolutivo poblacional utilizando conceptos de la genética de poblaciones. Los otros dos componentes, el origen y la n de los caracteres, son estudiados mediante un enfoque macroevolutivo,donde se observa la evolución de un carácter y se evalúa si la selección natural puede explicar su origen.
- Enfoque microevolutivo:

- Argumento de diseño: En este tipo de estudios se evalúa si un rasgo morfológico o fisiológico afecta el rendimiento de un organismo. Los organismos son considerados máquinas diseñadas para funcionar óptimamente bajo las condiciones prevalecientes en su ambiente. En los campos de la fisiología y la morfología funcional las predicciones se derivan a menudo de modelos ingenieriles. Estos modelos han sido la base para el estudio de varios aspectos fisiológicos como la locomoción, la respiración, la transferencia de calor y la función renal. Por ejemplo, la forma de los peces se ajusta a las predicciones de un modelo hidrodinámico. En la actualidad, se considera que la selección no actúa en forma independiente sobre cada uno de los caracteres y los estudios en las áreas de la morfología comparada y la biomecánica se centran tanto en los principios de diseño de sistemas biológicos como en la transformación histórica de la estructura y la función durante la evolución.

- Modelos de optimización: La optimización es una herramienta tomada de la economía y de la ingeniería en los años 60. Durante los años 70 y 80 se hizo popular la aplicación de modelos de optimización en estudios de evolución fisiológica, morfológica, del comportamiento, y de historia de vida. Un modelo de optimización define la estrategia fenotípica que maximiza la aptitud (fitness) en un determinado ambiente y define un conjunto de mecanismos hipotéticos mediante los cuales la selección natural habría moldeado la variación en el rasgo. En el estudio de las adaptaciones un modelo de optimización busca predecir cuáles son los compromisos (trade-off) entre costos y beneficios que proporcionan al individuo el beneficio neto máximo. Para algunos investigadores los modelos de optimización deben verificarse utilizando métodos comparativos. Los modelos de optimización son controversiales para la biología evolutiva por las siguientes razones: 1) los organismos deben desempeñar diversas funciones de manera simultánea, por lo cual probablemente se generen compromisos y difícilmente se llegue a un óptimo simultáneo en todos los procesos; 2) los materiales biológicos tienen limitaciones producto del legado histórico de cada grupo; 3) los ambientes están generalmente cambiando, y la selección natural no siempre puede seguir ese ritmo de cambio; y 4) la deriva genética puede ser importante en ciertas poblaciones.

Por ejemplo, la Teoría de Forrajeo Óptimo (TFO) utiliza algunos conceptos económicos y los aplica al problema del forrajeo. En esencia, este es visto como un problema de costos y beneficios. Usualmente, los costos son representados en términos de tiempo y los beneficios en términos de consumo de energía. Así, un animal que busca alimento, tendría que minimizar el tiempo que dedica a buscar alimento y maximizar la cantidad de energía que consume. El modelo supone que la optimización de la energía está relacionada de alguna manera con la maximización de la aptitud. Este enfoque al comportamiento de forrajeo animal comienza a desarrollarse a mediados de los años 60 con los trabajos de MacArthur y Pianka, y de Emlen
- Experimentación: Consiste en la manipulación del sistema para determinar su utilidad actual y sus efectos sobre la aptitud. Los experimentos son la herramienta más poderosa de la ciencia pues permiten aislar y probar el efecto que tienen factores simples y bien definidos sobre el fenómeno en estudio. Un gran avance en los estudios de la selección y la adaptación ha sido la combinación de observaciones de campo a largo término en múltiples poblaciones replicadas con manipulaciones en el campo y con datos genéticos obtenidos en estudios de laboratorio. Por ejemplo, existe buena evidencia experimental, a través de experimentos de laboratorio y de campo, sobre la eficacia de los colores de advertencia (aposemáticos) y el mimetismo.

- Método comparativo: Este método utiliza comparaciones entre especies o poblaciones correlacionando la variación de un carácter con las presiones selectivas del contexto ecológico. Se supone que la selección natural ha operado llegando a una solución semejante para un problema ambiental similar. Por lo tanto, se asume que la convergencia morfológica, fisiológica o de comportamiento de organismos no relacionados en ambientes similares es una prueba relativamente robusta de que se ha producido adaptación por selección natural. Los organismos pueden presentar rasgos semejantes porque sus características son producto de una respuesta adaptativa similar o porque la heredaron de un mismo antecesor. Es por ello, que si no se consideran las relaciones de parentesco, la utilización de datos procedentes de distintas especies para inferir procesos de adaptación puede dar lugar a problemas de falta de independencia o pseudo-replicación filogenética. En conclusión, al estudiar las adaptaciones utilizando comparaciones entre especies deben contemplarse de forma explícita las relaciones filogenéticas. Por ejemplo Hosken demostró, utilizando el método comparativo y luego de realizar los controles filogenéticos apropiados, evolución correlacionada entre el tamaño del grupo social y el tamaño de los testículos en 12 especies de murciélagos frugívoros del Viejo Mundo. Cuando en una especie de murciélago evoluciona un tamaño de grupo más grande (o más pequeño) que en su especie hermana hay tendencia a la evolución de testículos más grandes (o más pequeños). El autor discute estos resultados en el contexto de la teoría de competencia de esperma.

- Enfoque macroevolutivo:

- Análisis comparativo filogenético: Las críticas de Lewontin y Gould al Programa Adaptacionista indujeron a reformular los estudios de la adaptación e incluir una perspectiva filogenética. En los últimos años se han publicado métodos rigurosos y accesibles que permiten incluir explícitamente a las adaptaciones y a la selección natural en los análisis filogenéticos comparativos. Gracias a la Paradoja Lewontin se sentaban unas nuevas bases adaptativas que hacían tambalear los principios hasta ahora afianzados, ya que postulaba que un organismo es diferentes por sí mismo y no tanto por su procedencia étnica o supuesta herencia racial.

En los estudios basados en análisis cladistas se utilizan dos enfoques. El primero explica eventos únicos dentro de los linajes, con énfasis en el análisis de novedades evolutivas (apomorfías) y considera que la adaptación es una función apomórfica promovida por la selección natural en comparación con la función plesiomórfica. En el segundo, se explican las correlaciones entre eventos similares a través de todos los linajes, enfatizando el análisis de coincidencias (homoplasias, convergencia). La evolución convergente de rasgos fenotípicos similares en contextos ambientales similares se considera una evidencia de adaptación. Sin embargo, la evolución convergente de un rasgo en un ambiente en particular puede no ser producto de la selección natural para ese rasgo en ese ambiente y, por otro lado, las especies pueden responder a presiones selectivas semejantes evolucionando adaptaciones no convergentes. Por estas razones, se considera que los estudios de convergencia para probar hipótesis de adaptación deben estar acoplados con otros métodos, tales como la medición directa de la selección o investigaciones sobre los correlatos funcionales en la evolución del rasgo. Los métodos comparativos filogenéticos permiten la identificación de patrones a gran escala a través de varios taxones y durante largos períodos de tiempo, mientras que las manipulaciones experimentales permiten probar las hipótesis mecanísticas implicadas en impulsar dichos patrones.
Por ejemplo, se hipotetiza que las bandas dorsales del bicho palo, Timema, confieren camuflaje (cripsis) a los insectos que habitan plantas con hojas en forma de aguja. Los resultados de los análisis filogenéticos comparativos sobre la evolución de las bandas fueron consistentes con dicha hipótesis adaptativa, revelando que el origen de las bandas dorsales está evolutivamente correlacionado con desvíos de los insectos a plantas con hojas en forma de aguja. Sin embargo, para evaluar la presencia de cripsis (el mecanismo propuesto) y mostrar que este rasgo impulsó la asociación rasgo-ambiente se hicieron necesarias manipulaciones experimentales utilizando especies de bicho palo modernas. Para ello, se compararon experimentalmente las tasas de predación sobre diferentes especies de Timema muy relacionadas filogenéticamente sultados obtenidos confirmaron que las bandas dorsales confieren cripsis y protección contra los predadores, apoyando la interpretación del patrón filogenético y proporcionando un claro ejemplo de cómo la integración de enfoques comparativos y experimentales puede reforzar una hipótesis de otra manera e

## Las modalidades de la adaptación
El término genérico de adaptación oculta bajo una aparente sencillez una rica fenomenología. En efecto, la adaptación puede actualizarse en todas las dimensiones del sistema biológico:
a) Por caracteres o variaciones morfológicas, ya externas, como la disposición de los miembros, ya internas, como las estructuras de los órganos.
b) Por la fisiología: variaciones cuantitativas y cualitativas del metabolismo, secreciones, etc.
c) Por el comportamiento: aptitudes etoecológicas, investigación y explotación de un medio, estructuración del Umwelt;
d) Por procedimiento técnico, es decir, por modelado y movilización del medio, desde la tela de araña hasta las técnicas humanas.
e) Por reacciones colectivas, desde el simple efecto de grupo hasta los complejos sistemas técnico-culturales del hombre (ritos, mitos, normas, sistemas de simbolización).

## Adaptación y vida
El análisis del concepto de adaptación parece destinado al círculo lógico: se define la vida por la capacidad de adaptación, pero el criterio de la adaptación estriba en mantener vivo lo vivo. Desde luego, el concepto de adaptación es coextensivo con el concepto de vida y esta tautología es soslayable mediante una explicitación progresiva de la lógica concreta del sistema biológico en acto.
El sistema biológico se presenta como un sistema capaz de asegurar la constancia y la permanencia de ciertas propiedades de su medio interior intelectual (Claude Bernard) o, de manera más general, de asegurar su homeostasis (Cannon).

## La adaptación como complejo dinámico organismo-medio
Puede tomarse como punto de partida de un análisis crítico del concepto de adaptación esta definición de Herbert Spencer: “ajuste continuo de las relaciones internas a las relaciones externas”.
Hay que destacar que toda adaptación supone como necesaria condición previa el ajuste de las relaciones internas mismas: una variación interna, aunque ajustada a una variación externa, no tendría valor adaptativo si mostrara ser incapaz de ajustarse en primer lugar al conjunto de las relaciones internas del sistema.

## Adaptación a los ambientes acuáticos

### Plantas

#### Raíz
- En las plantas sumergidas es escasa por dos razones: primera, porque al estar rodeadas de agua no necesitan una raíz muy extensa que la absorba y segunda, porque el agua las sostiene.
- Es abundante en las plantas flotantes porque necesitan absorber agua porque la planta esta sobre la superficie y además porque necesita un «contrapeso» para que no se la lleve el viento.
- No tienen pelos absorbentes porque al tener una epidermis delgada el agua entra por todos lados.

#### Tallo
Los tallos:
- Hay espacios «vacíos» entre los tejidos que contienen aire (aerénquima) y forman lo que se llama «lagunas aeríferas» que les sirven para flotar.
- No tienen tejidos de sostén porque el agua las sostiene.
- Se fragmentan fácilmente (propagación asexual).
- Ausencia de vasos de conducción porque absorben agua por todo el «cuerpo».
- Epidermis delgada porque el agua entra y sale libremente.

#### Hojas
Las hojas:
En las plantas sumergidas...
- Son acintadas (como cintas) para que no se rompan por el agua y para tener mayor superficie de contacto con el oxígeno.
- Algunas son verde oscuro (por la clorofila) para aprovechar más la escasa luz que hay bajo el agua.
- Ausencia de estomas (pequeños poros): no los necesitan porque están rodeadas de agua.

En las plantas flotantes...
- Son de gran superficie para poder flotar.
- Poseen estomas solo en la cara superior para regular la entrada y salida de gases y agua.

### Animales
Los animales:
- Presencia de aletas, extremidades como remos, propulsión a chorro o «cilios» para poder desplazarse.
- Forma hidrodinámica para facilitar el desplazamiento en el agua.
- Algunos poseen cámaras de aire para facilitar la flotación.
- Los peces con esqueleto óseo poseen vejiga natatoria para facilitar el ascenso y el descenso.
- Respiración branquial o a través de la piel para aprovechar el oxígeno disuelto en el agua.

## Adaptaciones al ambiente aeroterrestre

### Plantas
- Desarrollo de cutícula gruesa sobre la epidermis para evitar la deshidratación.
- Desarrollo importante de la raíz para sostener la planta y para tomar el agua y los nutrientes.
- Desarrollo de un sistema de conducción o a través de vasos (vasos de conducción) para transportar agua y nutrientes desde la raíz a todo el cuerpo.
- Presencia de estomas para intercambiar gases con la atmósfera y regular el exceso de agua.
- Formaron un esqueleto de sostén de fibras resistentes para elevar la planta del suelo (erguirla).
- Desarrollo de órganos de gran superficie (hojas) para captar la energía lumínica.
- Desarrollo de granos de polen para asegurar el encuentro de las gametas.

### Animales

#### Invertebrados
- Poseen una envoltura impermeable de quitina para evitar la deshidratación.
- Exoesqueleto de quitina para mantener erguido el cuerpo.
- Desarrollo de una cáscara impermeable en los huevos para asegurar el mantenimiento del agua en el interior.
- Diversas formas de locomoción (marcha, salto, vuelo, etc) a través de distintas estructuras especializadas para el desplazamiento.
- Fecundación interna para asegurar la unión de los gametos.

#### Vertebrados
- Presencia de piel o tegumento impermeable para evitar la deshidratación.
- Endoesqueleto de hueso para mantener el cuerpo erguido.
- Fecundación interna en algunos para asegurar la unión de las gametas.
- Presencia de líquidos en los huevos y en el caso de los mamíferos presencia de una placenta para preservar al embrión.

## Adaptación genética
La selección natural juega un papel fundamental en los procesos adaptativos de los organismos, por lo que, genética y ambiente están estrechamente relacionados. Los individuos desarrollan características fenotípicas favorables para su entorno, esto a su vez se debe a un genotipo que puede verse modificado debido a mutaciones y variaciones epigenéticas, estas se mantendrán en el trascurso del tiempo si son idóneas para el medio. 
Además, se ha observado que la presencia de repeticiones en tándem (TR) puede actuar también a nivel adaptativo, así como, ser una huella evolutiva ofreciéndonos información de procesos evolutivos del organismo de estudio. 
Un ejemplo claro en este aspecto es el kril antártico. Estudios recientes han demostrado que este crustáceo posee el genoma más grande determinado hasta la fecha, este gran tamaño se debe a la presencia de una enorme cantidad de TRs que se insertan en las secuencias de los intrones y genes del genoma del invertebrado. En estas investigaciones determinaron la presencia de diferentes polimorfismos de nucleótido único (SNPs) los cuales presentan una expresión alélica diferencial cuando se comparan diferentes grupos poblacionales de la misma especie, evidenciando la influencia del medio en la expresión génica. 
La expresión génica diferencial estacional del kril antártico se puede observar con más detalle en ciertos genes como la expresión de NEMO en invierno, una serina/treonina proteína cinasa que participa en procesos de quiescencia; y la expresión de vitelogenina (VTG), proteína fundamental para los procesos de desove en verano.
En un estudio reciente se identificó por primera vez que LRMDA (c10orf11/ OCA7), está implicado en la evolución adaptativa, este gen juega un papel importante en la síntesis de la melanina. También se reafirmó la presión selectiva adaptativa sobre genes conocidos asociados a la pigmentación, como NCOR1, RAB21HDAC4 y TMEM163.

## Adaptación y comportamiento
El concepto de adaptación le da sentido también a las ciencias sociales ya que el comportamiento de los seres humanos contempla esencialmente algún tipo de adaptación al medio social. Joseph Nuttin escribió: “La noción de adaptación, tal como muy a menudo se la emplea en el estudio del comportamiento y de su motivación, se refiere de manera más especial al equilibrio homeostático y a los procesos reguladores relacionados con éste. En efecto, se tiende a concebir la conducta y su motivación como una adaptación o una readaptación del organismo al medio, bajo la influencia de la ruptura momentánea del equilibrio que se supone que existe entre los dos polos (organismo o personalidad, por una parte, y medio, por la otra). Esta ruptura se manifiesta como una necesidad o un estado de tensión, lo que proporciona al mismo tiempo la fuente dinámica del proceso de adaptación que define al comportamiento mismo”.
La palabra adaptación se emplea para designar un proceso de cambio, en organismos y máquinas, que tiende a hacerlos más aptos para su supervivencia o para lograr ciertos objetivos buscados. La generalidad del proceso adaptativo involucra incluso a toda la humanidad. La ley de complejidad-conciencia nos indica una propiedad de la vida inteligente que contempla la adaptación al orden natural como objetivo implícito en la propia existencia del género humano.